# Hữu Phù Phong
Hữu Phù Phong (tiếng Trung: 右扶風), còn được gọi là Phù Phong (tiếng Trung: 扶風), là một khu vực lịch sử nằm ở phía tây hiện đại Thiểm Tây.
Vào đầu triều đại Nhà Hán, người cai trị thủ đô Trường An  và vùng lân cận được gọi là Hữu Nội sử (右內史), và vùng này cũng được biết đến với một cái tên tương tự. Vào năm 104 TCN, phần nửa phía tây của Hữu Phù Phong được tách ra và đổi tên thành Hữu Nội sử ("chỉnh lý văn hóa ở bên phải"). Ở Tây Hán, khu vực này quản lý 21 nước như: Vị Thành (渭城), Hòe Lý (槐里), Hộ (鄠), Chu Chí (盩厔), Ly (斄), Uất Di (郁夷), Mỹ Dương (美陽), My (郿), Ung (雍), Tất (漆), Soạn Ấp (栒邑), Du Mi (隃麋), Trần Thương (陳倉), Đỗ Dương (杜陽), Khiên (汧), Hảo Chỉ (好畤), Quắc (虢), An Lăng (安陵), Mậu Lăng (茂陵), Bình Lăng (平陵), và Vũ Công (武功). Dân số là 836.070 vào năm 2, trong 216.377 hộ gia đình. Tại Đông Hán, quận quản lý 15 nước, bao gồm Hòe Lý, An Lăng, Bình Lăng, Mậu Lăng, Hộ, My, Vũ Công, Trần Thương, Khiên, Du Mi, Ung, Soạn Ấp, Mỹ Dương, Tất và Đỗ Dương, trong khi các nước khác bị bãi bỏ. Vào năm 140, dân số là 93.091, trong 17.352 hộ gia đình.
Trong thời Tào Ngụy, Hữu Phù Phong đã được đổi tên thành Phù Phong quận (扶風郡). Sau khi triều đại nhà Tấn được thành lập, Phù Phong trở thành một công quốc với thủ đô ở Trì Dương (池陽). Nó được đổi tên một lần nữa thành Tần Quốc (秦國) trong cai trị Huệ Đế. Một số nước, bao gồm Hòe Lý và Vũ Công, được tách ra để thành lập Thủy Bình quận (始平郡) trong năm 266.
Bắc Ngụy thành lập Tần Bình quận (秦平郡) trong khu vực, sau đó được đổi tên thành Kì Sơn quận (歧山郡) trong thời cai trị Tây Ngụy. Quận này bị bãi bỏ trong lúc ban đầu triều đại nhà Tùy và sát nhập Kì Châu (岐州). Vào năm 607, Kì Châu được đổi tên thành Phù Phong quận. Trong triều đại nhà Đường, Phù Phong quận trở thành một tên thay thế cho Phượng Tường Châu (Tề Châu cũ). Vào năm 742, tỉnh quản lý 9 nước và có dân số 380.463 người trong 58.486 hộ gia đình.